# Два Брата (острова, Владивосток)
Два Брата — острова в Амурском заливе, залив Петра Великого Японского моря, в 4 км к западу от острова Попова, в 26 км к юго-западу от Владивостока. На восточном побережье Приморского края имеются также кекуры Два Брата, которые находятся недалеко от п. Рудная Пристань.

## География

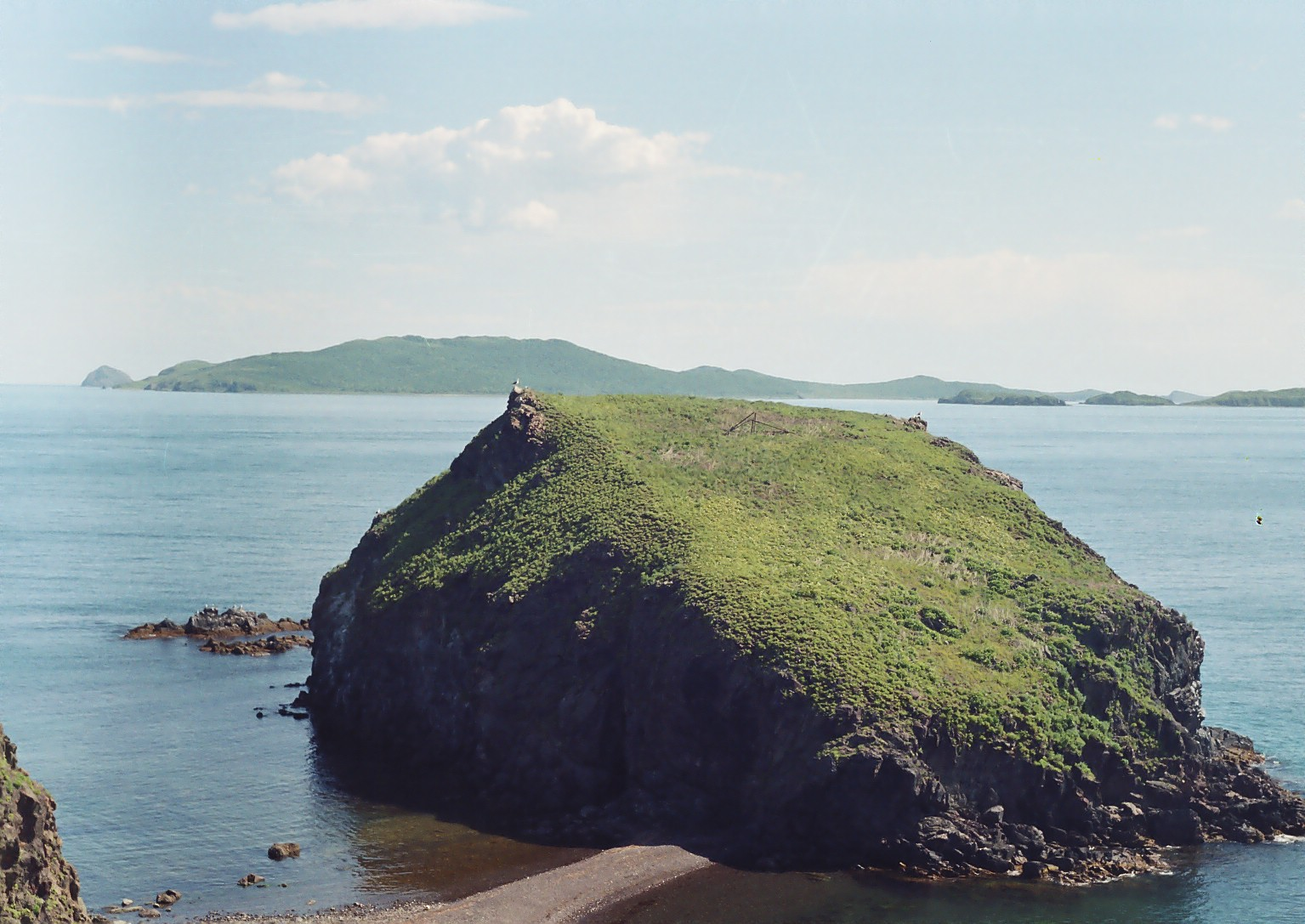
Южная часть острова Два Брата

Островок представляет собой слегка изогнутую серповидную галечниковую косу 140 м в длину, оканчивающуюся небольшой обрывистой «коврижкой», 40 м в диаметре и высотой около 10 м. На самой косе расположены две скалы, напоминающие зубы. Северная — небольшая, центральная — наиболее высокая и островерхая на всём острове, поднимается над уровнем моря на 14 метров. Коса вытянута с севера на юг. С запада серповидная бухточка и пляж, с востока — подводные и надводные камни, а также небольшой кекур. Плоская поверхность южной «коврижки» препятствует быстрому стоку дождевой воды, поэтому, в условиях крохотного островка, здесь смогли образоваться почвы, на которых произрастает травянистая растительность. В северной части острова, на наиболее возвышенных участках косы между скалами и у их подножья, почвы лишь грубые, скелетные, вода не задерживаясь, уходит в грунт. Растительность здесь представлена суккулентными формами. Гнездовья чаек, изредка на берегу появляется ларга. В хозяйственном отношении остров не используется. На юго-восточной оконечности остатки тригопункта. В летний период Два Брата посещаются самостоятельными туристами.